# MediaCoder
MediaCoder is een transcoder voor Windows, Linux (met Wine) en Mac (met Darwine). Het wordt geschreven door Stanley Huang in C, C++, XML en JavaScript.
De ondersteunde formaten zijn MP3, Vorbis, AAC, AAC+ v1/v2, AC-3, MPEG Audio L2, Musepack, WMA, Speex, AMR, ADPCM, FLAC, WavPack, Monkey's Audio, OptimFROG, Opus, Apple Lossless, WAV/PCM, H.264, MPEG-4 Part 2, MPEG-1, MPEG-2, H.263, Flash Video, Theora, RealVideo, Windows Media, AVI, MPEG-1, MPEG-2/VOB, MPEG TS, Matroska, MP4, RealMedia, ASF/WMV, QuickTime, AVCHD en Ogg Media, zoals opgesomd in de grafische gebruikersinterface.